# 永定镇 (永仁县)
永定镇，是中华人民共和国云南省楚雄彝族自治州永仁县下辖的一个乡镇级行政单位。

## 行政区划
永定镇下辖以下地区：
苴却社区、龙头山社区、小汉坝社区、大坝村、良田村、糯达村、麻栗树村、太平地村、乍石村、云龙村、麦拉村和店子村。